# Zaō
Zaō (蔵王町 Zaō-machi?) är en landskommun (köping) i Miyagi prefektur på ön Honshu i Japan med drygt 11 000 invånare.
Vintersportorten Zaō Onsen ligger inte i kommunen Zaō, utan i Yamagata strax väster om Zaō.